# GNOSIS
『GNOSIS』（ノーシス）は、The Seekerの1stアルバム。2001年10月6日にロングフィールドよりリリースされた。

## 解説
The Seekerの最初で最後のミニ・アルバム。早々に廃盤になったため、現在は入手が困難とされている。アルバムには全2作のシングルと同じく全6種のトレーディングカードがランダムに2枚ずつ封入されている。
シングルは「Heavenly Blue」、「DOWSING」が収録されている。「Sleepless beauty」はK-ITO+D.K時代にテレビアニメ『グラビテーション』挿入歌となり、『グラビテーション TV-tracks』に収録されている。

## 収録曲
作詞：井上秋緒　作曲・編曲：浅倉大介
1. Heavenly Blue
2. Sleepless beauty
  - テレビアニメ『グラビテーション』挿入歌
3. sortilege
4. Forgiven Eden
5. Fortress
6. DOWSING